# Kazanka (Oblast' autonoma ebraica)
Kazanka (in lingua russa Казанка) è un centro abitato dell'Oblast' autonoma ebraica, situato nel Birobidžanskij rajon.